# Åkerlundh-Nunatak
Der Åkerlundh-Nunatak ist eine Insel vor der Oskar-II.-Küste des Grahamlands auf der Antarktischen Halbinsel, die auch als Nunatak beschrieben wurde. Er liegt 3 km nordwestlich des Donald-Nunatak zwischen dem Bruce- und dem Murdoch-Nunatak in der Gruppe der Robbeninseln.
Kartiert wurde er 1947 vom Falkland Islands Dependencies Survey, der ihn nach Gustaf Åkerlundh (* 1881) benannte, dem jüngsten Mitglied der Schwedischen Antarktisexpedition (1901–1903).